# María Xiao
María Xiao (Calella, 19 maggio 1994) è una tennistavolista portoghese naturalizzata spagnola.

## Biografia
Nata a Calella da genitori cinesi, Daili Xiao e Yao Li, anch'essi giocatori professionisti di ping-pong emigrati dalla Cina in Spagna per cercare migliori opportunità nello sport. Xiao è cresciuta a Madeira, in Portogallo, quando i suoi genitori si sono trasferiti lì. Ha rappresentato il Portogallo prima del 2012 e la Spagna dopo. Era la giocatrice di riserva del Portogallo per le Olimpiadi estive del 2012.